# Phantasy Star Online
Phantasy Star Online fue el primer Videojuego de rol de acción de la historia de los videojuegos domésticos orientado al sistema de los así llamados videojuegos multijugador masivos en línea. Solo el Episodio III es un Videojuego de rol, también En línea, que utiliza cartas. Fue desarrollado por el equipo creativo SONIC Team de Sega, creadores de juegos como Burning Rangers y toda la saga de Sonic; como continuación de los Phantasy Star de las consolas de Sega. Esta es la 5.ª entrega de la serie Phantasy Star (sin considerar Spin-offs) y la 1.ª de la serie Online.

## Características del videojuego
Uno de los principales alicientes del juego es el poder crear tu personaje, es decir, el poder elegir el modelo de la cara, la ropa, el pelo, el color, la altura, el tipo de personaje (Hunter, Ranger y Force) y la especie. Al ser un juego en línea también se pueden descargar colores y ropas al juego para personalizar aún más a tu personaje, aunque para muchas de estas haya que desembolsar una buena cantidad de "mesetas"(la moneda del juego).
La forma de jugar varía mucho de 2 parámetros, el tipo de personaje y la especie.

### Tipos de personaje
Hunter: Es un tipo de personaje similar a un guerrero. Lucha con armas de corto alcance (espadas, alabardas, "slicer", dagas) y medio alcance ("mechguns", pistolas). Suelen ser los que más puntos de vida (hp) tienen.
Ranger: Tipo intermedio entre el Hunter y el Force. Usa armas de alcance medio y largo (rifles, "launchers"). También puede usar algunas armas de corto alcance pero no todas. Es una buena elección para los jugadores novatos.
Force: Es lo más similar a un lanzador de conjuros. Al ser el que más puntos de técnicas (tp) tiene, es el adecuado para mantener con magia a todo el grupo, además de ser el único personaje que puede aprender todas las técnicas del juego. Puede equiparse con armas de corto y medio-largo alcance, pero el número de estas es muy limitado. Es un tipo de personaje avanzado.

### Especie de personaje
Humano: El más equilibrado de todos, son los que más tipos de armas pueden equipar (independientemente del tipo de personaje). No recupera puntos de vida (hp) ni de técnica (tp), pero son a los que más afectan los objetos y técnicas de recuperación.
Androide: Es un personaje muy desequilibrado en parámetros pero muy fácil de jugar. Al no ser un ente orgánico no puede desarrollar técnicas, por lo que no tiene tp's ni hay Forces, en cambio puede equiparse TODAS las armas de ranger, gran parte de las de Hunter y algunas de Force. Además, a partir de la 2º versión del juego, si permanece quieto en un lugar recupera puntos de vida (hp).
Newman: Seres vivos creados genéticamente por los humanos. Son los que más tp tienen de todo el juego. Ideales para hacerse un Force, pues al igual que los androides recuperan hp ellos recuperan tp. Son los que más técnicas de diferentes tipos dominan en el juego. Pueden usar gran cantidad de armas de Force pero pocas de otros tipos (más preferentemente de Rangers que de Hunters)

## Aparición del juego
Este juego salió para la consola Dreamcast en el año 2000 junto con una versión especial que contenía un CD-Bonus con la Banda sonora de este; tiempo después aparecía la versión 2 del juego, con mejoras en los gráficos, el sistema de juego y algunas correcciones de bugs sobre el juego anterior. Meses más tarde, salió para PC esta misma versión.
Posteriormente se lanzó al mercado Phantasy Star Online Episodios I y II para Game Cube y Xbox, que incorporaba varias mejoras en el juego original y un nuevo episodio, en el investigabamos la desaparición de Heathcliff Flowen, mentor de Ricco y creador de las Red Weapons. Tiempo después salió Phantasy Star Online Episodios I y II Plus exclusivamente para Game Cube, que corregía algún fallo del juego.
Phantasy Star Online: C.A.R.D. Revolution apareció para Game Cube en el año 2004, y se considera el Episodio III del juego original. El planteamiento es bastante diferente de los Episodios anteriores, ya que deja de lado el juego de tipo rol para convertirse en un juego de tablero, en el que como en los demás juegos debemos seguir investigando acerca de los misterios que encierra Ragol.
En el año 2005 apareció para PC una nueva versión del juego con la coletilla Blue Burst, que incorporaba las mejoras de sus antecesores, mejores gráficos, nuevos ítems y un nuevo episodio: el IV. Esta versión es descargable desde la página oficial de Phantasy Star Online: Blue Burst. Para poder jugar es necesario contratar una Hunter's License desde la página de PlaySega.com, ya extinta por cierre de servicio a favor de otros juegos en línea.

## Historia
Episodio I & II
En una galaxia lejana, el planeta Coral empieza a no poder ser habitado, por lo que se envía una nave, la Pioneer 1 en busca de un planeta que reúna las condiciones para la vida humana y así llegan a Ragol, que aparentemente las reúne con lo que una última colonia espacial con la Pioneer 2 pone rumbo a Ragol.
Pasado el tiempo, al acercarse la Pioneer 2 a Ragol ven como una enorme explosión azota el planeta así que el gobernador decide enviar a los Hunters (Agentes que trabajan para el gobierno) a investigar lo sucedido, mientras la colonia espacial Pioneer 2 permanece orbitando Ragol. Así llegan al bosque donde pudieron observar como los animales locales habían mutado y se habían vuelto salvajes, también encontraron signos de que habitaron los miembros del Pioneer 1 ese lugar así como mensajes de Rico Tyrell, una prestigiosa Hunter e hija del gobernador. Avanzando por el bosque encontraron un pilar que parecía de una civilización antigua que al tocarlo emitía una luz brillante, al final del bosque llegaron al Domo Central donde tuvieron que enfrentarse a un enorme dragón para que les dejara paso a las cuevas que se van adentrando en lo más profundo de Ragol y que siguen infestadas de mutantes, en las cuevas encontraron otro pilar que activaron al igual que el del bosque y más en las profundidades de las cuevas llegaron hasta un crustáceo gigante llamado “De Rol Le”, cuyo nombre en código era Beta 776, este gusano gigante fue creado por el insano Dr. Osto mientras experimentaba alterando formas de vida, pero el crecimiento de la criatura se les fue de las manos haciéndoles imposible contenerla y esta escapó en el sistema de alcantarillado y se cree que es esta criatura la responsable de las mutaciones en las criaturas del bosque y de las cuevas.
Una vez derrotado De Rol Le siguieron sumergiéndose en las profundidades de Ragol hasta llegar a unas minas mucho más tecnológicas atestadas de robots, lo que significa que la construcción humana estaba detrás de aquello. Elly Person decide bajar también a las minas, ella está enamorada de Calus y recibió un mensaje de él diciéndole que estaba en las minas y quería reunirse con él. Pero durante todo el trayecto mientras iban cruzando las minas iban llegando nuevos mensajes de Calus esta vez pidiéndoles que abandonaran las instalaciones y Elly empieza a preocuparse por el repentino cambio de opinión. Y cuando por fin llegan hasta el descubren que todo lo que queda era su Inteligencia Artificial programada en un ordenador, Calus le advierte que teme por su seguridad puesto que hay algo corrompiendo las máquinas de las minas y sus efectos parece que le alcanzaran a él en breve. Elly consigue salvarle guardando su IA en un disco.
El Dr. Montague y Elenor también deciden bajar a las minas a buscar a Ult y durante el viaje descubrieron que había tres IA en las minas: Calus, Vol Opt y Olga; y las tres fueron creadas por el proyecto MADRE Delta IA del en el que trabajó el Dr. Montague con el Dr. Osto pero el proyecto no se llegó a finalizar. Calus fue salvado por Elly antes de ser corrompido y la IA Olga fue transportada a un laboratorio subacuático. La IA que queda, Vol Opt tomó control de las minas haciendo a todas las máquinas perder el control. Mientras avanzaban para intentar llegar a la sala de control de Vol Opt encontraron otro pilar que activaron, tal y como hicieron en las cuevas y en el bosque, llegaron a la sala de control y derrotan a Vol Opt.
Al derrotarlo se deja ver un teleportador que lleva al grupo a unas especie de Ruinas pero la puerta parece cerrada, encuentran un cuarto pilar que al activarlo abre la puerta y allí el grupo fue atacado por formas de vida desconocidas, mientras iban avanzando por las minas los mensajes de Rico les cuenta que hubo una gran guerra entre los militares y una criatura demoniaca en ese lugar y fue en esa batalla donde el comandante de los militares Healthcliff Flowen fue infestado con un parásito que fue creciendo dentro de él hasta matarlo. Avanzando más por las ruinas, las grabaciones de Rico revelan que no estaban en unas ruinas sino en una nave construida para contener a una entidad oscura conocida como Dark Falz. Dark Falz es el dios de la destrucción quien es resucitado al fin de cada milenio pero para poder revivir necesita poseer un cuerpo así que usó el cuerpo de Rico Tyrell que fue la primera en descender a las Ruinas. Al final de las Ruinas llegan al dominio de Dark Falz y al derrotarlo liberan el alma de Rico Tyrell.
Tras la derrota de Dark Falz son los laboratorios del gobierno de la Pioneer 2 los que requieren los servicios de los Hunters para ir a Ragol hasta la isla de “Gal Da Val” donde se cree hay un laboratorio, pero antes para certificar la cualificación para bajar hasta la isla el grupo tuvo que pasar por un simulador que agrupa a todos los enemigos enfrentados hasta ahora en dos fases: El Templo y la Nave. Una vez aprobada la simulación el laboratorio da el visto bueno para ir a la isla.
Así llegaron hasta el Área de Control Central pero la puerta está bloqueada por una barrera de seguridad y hay que desbloquearla con tres interruptores esparcidos por la isla. Durante el viaje por la jungla, la montaña y la playa el grupo iba mandando información al laboratorio a través de terminales situados en la isla donde también había grabaciones del supuestamente muerto Comandante Flowen, donde descubren con el comandante luchó valientemente en las ruinas y fue herido de gravedad, él decía que su herida estaba “viva” y que estaba consumiendo su salud, y fue el científico más prestigioso de la Pioneer 1 quien le trato, el Dr. Osto. El Dr le dice que morirá y si quisiera donar su cuerpo para que lo investiguen a lo que Flowen accede, ya que de todas formas iba a morir puesto no había cura para lo que tenía ya que ni siquiera sabían qué era por lo que prefirió que su muerte pudiese servir a la humanidad, lo único que pidió a cambio es que el Dr. Osto entregara una carta a su familia, pero el egoísta doctor nunca la entregó, y al morir el comandante se lo llevó a unas instalaciones subacuáticas.
Al desactivar la seguridad en la isla consiguen entrar en el Área de Control Central y derrotar a otra creación del Dr. Osto, el arma biológica Gal Gryphon. Y al derrotarlo el grupo tenía vía libre a las instalaciones subacuáticas construidas para el estudio de armas biológicas donde el grupo aprende más sobre las creaciones del Dr. Osto y el Dr. Montague, el Al Olga, y el Vol Opt que fue destruido en las minas. Los registros de voz del comandante decían que se arrepentía de haber donado su cuerpo a la ciencia puesto que otra de las condiciones cuando lo dono fue que se retrasara la llegada de la Pioneer 2 a Ragol y el Dr. Osto no hizo caso a ninguna de sus peticiones. Y para cuando llegó la Pioneer 2 ya era muy tarde, llegaron al peor sitio en el peor momento puesto que en Ragol solo les esperaba el infierno. De Rol se escapó (La criatura de las alcantarillas en las cuevas) haciendo a la flora y fauna de Ragol mutar de manera imprevisible y el sello de Dark Falz empezaba a debilitarse tras mil años de letargo, de hecho lo que la explosión que vio la Pioneer 2 al llegar fue el despertar de Dark Falz, y fue esa explosión lo que acabó con la vida de todos los residentes de la antigua Pioneer 1 que habitaban en Ragol. Rico fue a investigar y Dark Falz tomó su cuerpo, corrompió la IA Vol Opt, y las máquinas se volvieron locas. Las criaturas de las ruinas fueron creadas por las células de Dark Falz y los experimentos del Dr. Osto empezaron a escapar. Pero antes de morir el Dr. Osto liberó la peor de sus creaciones… la unión del cuerpo mutado de Flowen con la IA Olga, y antes de que la estructura subacuática empezase a desquebrajarse lanzó su creación al Área de Despojo de Sujetos de Prueba. Una de las grabaciones de Flowen menciona que era un abismo donde el Doctor tiraba sus creaciones fallidas. La última grabación de Flowen rezaba “Espero en el fondo de este oscuro abismo al salvador del rojo cautivo”…
Episodio III: C.A.R.D. Revolution
El gobierno de la Pioneer 2 también esperaba explotar como fuente de poder una nueva sustancia descubierta en el planeta denominada “The Germ” con la que desarrollaron la tecnología C.A.R.D. (Compress Alternate Reality Data o Datos de Realidad Alternativa Comprimida) que permite almacenar armas y otros objetos en cartas. Con la llegada de la Pioneer 2 a Ragol también se formó una facción contra el propio gobierno, denominados “Arkz”, fundados por un hombre al que le llaman “Red”, quienes intentan evitar por todos los medios que se explote los recursos de Ragol oponiéndose al uso de la tecnología C.A.R.D. debido a que es impredecible y que no se ha investigado The Germ lo suficiente.
Tanto los Arkz como el gobierno buscan a la “Gran Sombra” que se cree es la fuente de poder de The Germ. Los dos grupos forjan su camino y descubren que mientras el gobierno experimenta con the germ para la tecnología de clonación, se está intentando crear bio soldados con el material genético de las hijas gemelas de Red: Pollux y Castor que ambos grupos tuvieron que derrotar. Después de eso hubo una confrontación con la fuente de “The Germ” denominada “Amplam Umbra”.
Después de que la fuente fuese destruida la Pioneer 2 por fin aterrizó en Ragol y empieza la colonización del planeta.
Episodio IV
Con todos los problemas sucumbidos en Ragol, la Pionner 2 sigue desplazándose en la nave, donde de repente, un meteorito del propio universo se desplaza libremente hasta que un extraño láser impacta en él, intentando derribar la Pionner 2. Como consecuencia de eso, a pesar de que llegó a causar daños, el meteorito impactó en Ragol, creando un gigantesco cráter que devasta la vida, observando cráteres de lava como consecuencia de eso.
Con la noticia de ese impacto, el gobierno descubre por todos medios, en primer lugar, las secciones del cráter en el que es controlado por los militares del 32nd Infantry Division, una organización militar que actúa al margen del gobierno bajo el liderazgo de Leo Grahant, el líder de esa organización. A pesar de que el propio gobierno trata de ralentizar el paso a los hunters mediante militares que ponen a prueba a ellos, añadiendo los conflictos que tiene con Black Paper, al final se descubre un pasadizo que conduce a un desierto subterráneo, en el que con el paso del tiempo, se descubre el meteorito que cayó en Ragol, siendo este vigilado por una serpiente maligna denominada como Saint Million.
Con la derrota de dicha criatura, la paz en Ragol vuelve a estar estable.
PD: Aunque oficialmente en la historia del episodio IV se derrota a Saint Million, la criatura puede cambiarse por Kondrieu, el jefe final raro del episodio IV. También, otra variable de esta criatura es Shambertin, que se descubre mediante la misión Point of the Disaster, teniendo una puntuación de 3000 puntos mínimos en el equipo, siendo solamente posible su participación entre los miembros del equipo.

## Listado de Versiones

### Entrega original
| Version                                                            | Plataforma                       | Fecha de lanzamiento                                                       |
| Phantasy Star Online Network Trial Edition                         | Sega Dreamcast                   | Q3 2000 (Japón)                                                            |
| Phantasy Star Online                                               | Sega Dreamcast                   | 21 Noviembre 2000 (Japón) 29 Enero 2001 (América) 23 Febrero 2001 (Europa) |
| Phantasy Star Online Ver. 2                                        | Sega Dreamcast                   | 6 julio 2001 (Japón) 24 septiembre 2001 (América) 1 marzo 2002 (Europa)    |
| Phantasy Star Online Beta                                          | Microsoft Windows                | Q4 2001 (Japón)                                                            |
| Phantasy Star Online                                               | Microsoft Windows                | 20 diciembre 2001 (Japón) 2002 (Asia)                                      |
| Phantasy Star Online Demo                                          | Microsoft Windows                | 20 diciembre 2001 (Japón) Enero 2002 (UK)1                                 |
| Phantasy Star Online Episode I & II Trial Edition                  | Nintendo Gamecube                | Mayo 2002 (Japón)                                                          |
| Phantasy Star Online Episode I & II (ver 1.0)                      | Nintendo Gamecube                | 12 septiembre 2002 (Japón)2                                                |
| Phantasy Star Online Episode I & II (ver 1.1)                      | Nintendo Gamecube                | 29 octubre 2002 (America) Noviembre 2002 (Japón)2 7 marzo 2003 (Europa)    |
| Phantasy Star Online Episode I & II                                | Microsoft Xbox                   | Q1 2003 (Japón) 15 abril 2003 (América) 23 mayo 2003 (Europa)              |
| Phantasy Star Online Episode III C.A.R.D. Revolution Trial Edition | Nintendo GameCube                | junio 24 2003 (Japón)                                                      |
| Phantasy Star Online Episode III C.A.R.D. Revolution               | Nintendo GameCube                | 27 noviembre 2003 (Japón) 2 marzo 2004 (América) 18 junio 2004 (Europa)    |
| Phantasy Star Online Episode I & II Plus                           | Nintendo Gamecube                | 27 noviembre 2003 (Japón) 15 septiembre 2004 (América)                     |
| Personal Phantasy Star Online Server 3                             | Microsoft Windows Sega Dreamcast | 17 diciembre 2003 (Mundial)                                                |
| Phantasy Star Online: Blue Burst Beta                              | Microsoft Windows                | 21 mayo 2003 (Japón) 10 mayo 2004 (América/Europa)                         |
| Phantasy Star Online: Blue Burst                                   | Microsoft Windows                | 15 julio 2004 (Japón) 23 junio 2005 (América/Europa)                       |
| Phantasy Star Online: Episode IV Beta 4                            | Microsoft Windows                | Noviembre 2004 (Japón)                                                     |
| Phantasy Star Online: Episode IV 4                                 | Microsoft Windows                | Q1 2005 (Japón)                                                            |

- 1 Demo incluida en el número de enero de la revista PC Gamer (Reino Unido)
- 2 Contiene un bug que permite duplicar los ítems, solucionado en la versión 1.1 en Japón, fue descubierto antes de que las versiones Americana y Europea fueran distribuidas.
- 3 Servidor homebrew para PSO de Dreamcast y Microsoft Windows
- 4 Pack de expansión del Episodio 4 incluido en las versiones Americana y Europea de PSO Blue Brust

## Cierre de servicio y servidores no oficiales
Desde septiembre de 2008 hasta el lanzamiento de Phantasy Star Online 2 el 2012, la única versión de Phantasy Star Online oficialmente soportada por SEGA, fue la edición japonesa de PSO Blue Burst, dando por terminado el servicio. Sin embargo, han aparecido diferentes servidores no oficiales soportando en su mayoría las versiones de PSO Blue Burst, aunque pocos soportan otras versiones.